# Принц-технология
Принц-технология — метод формирования трёхмерных микро- и наноструктур, основанный на отделении напряжённых полупроводниковых плёнок от подложки и последующего сворачивания их в пространственный объект. Технология названа в честь учёного работавшего в Институте физики полупроводников СО РАН Виктора Яковлевича Принца, предложившего этот метод в 1995 году.

## Основы
В простейшем исполнении для демонстрации возможности формирования трёхмерных структур использовались выращенные на подложке арсенида галлия (GaAs) (с жертвенным слоем AlAs) напряжённые двухслойные плёнки (GaAs/InGaAs, где GaAs внешний слой), выращенные при помощи метода молекулярно-пучковой эпитаксии. Тонкая плёнка (несколько монослоёв) напряжена поскольку постоянная решётки ненапряжённого слоя тройного соединения InGaAs больше, чем у GaAs (поэтому при росте получается сжатый слой InGaAs) и при отделении от подложки она стремится распрямиться, что создаёт закручивающий момент и приводит в итоге к сворачиванию плёнки. Для отделения биплёнки, используется селективный (то есть для которого скорости травления различных веществ сильно различаются) жидкостный травитель (водный раствор HF), который удаляет жертвенный слой AlAs, не затрагивая другие соединения. При сворачивании получается рулон (или трубка), который может состоять из многих десятков витков. При использовании монослоёв веществ типа GaAs/InAs (рассогласование постоянных решёток достигает 7 %) можно получить полупроводниковые нанотрубки диаметром до 2 нм, которые, в отличие от углеродных нанотрубок, могут быть сформированы в определённых местах на подложке и с заданными диаметрами с помощью литографии. Эти свободные двухслойные плёнки состоящие из двух атомных слоёв различных материалов обладают совершенной атомарной структурой, изначально присущей плоской плёнке на поверхности подложки.

## Применения
Метод довольно гибкий и может применяться ко многим системам. Например, Si/SiGe плёнки на подложке Si тоже могут выступать в качестве напряжённой системы. Здесь используется другой травитель: водный раствор NH4OH, который травит кремний (также используется стоп-слой между жертвенным слоем кремния и подложкой, который плохо травит кремний сильнолегированный бором). Si/SiGe плёнки оказались удобными для изготовления массивов трубок (игл) с выступающими за край подложки краями.
Используя плёнки на основе AlGaAs/GaAs/AlGaAs/InGaAs можно сформировать квантовую яму для электронов и получить двумерный электронный газ (ДЭГ) в слое GaAs, при сворачивании гетероструктуры в трубку. Здесь нужно модифицировать технологию и использовать направленное сворачивание напряжённых гетероструктур.

## Исследования
Если поместить ДЭГ во внешнее однородное магнитное поле, то так как движение электронов поперёк плёнки ограничены соседними слоями (AlGaAs) с большей чем у GaAs шириной запрещённой зоны, то электроны движутся только под действием нормальной составляющей магнитного поля к поверхности плёнки. Таким образом возникает эффективное неоднородное магнитное поле, которое может привести к анизотропии магнетосопротивления (сопротивление зависит от направления магнитного поля), связанной с так называемым статическим скин-эффектом, возникающим благодаря неоднородности магнитного поля.